# Lili Nabholz

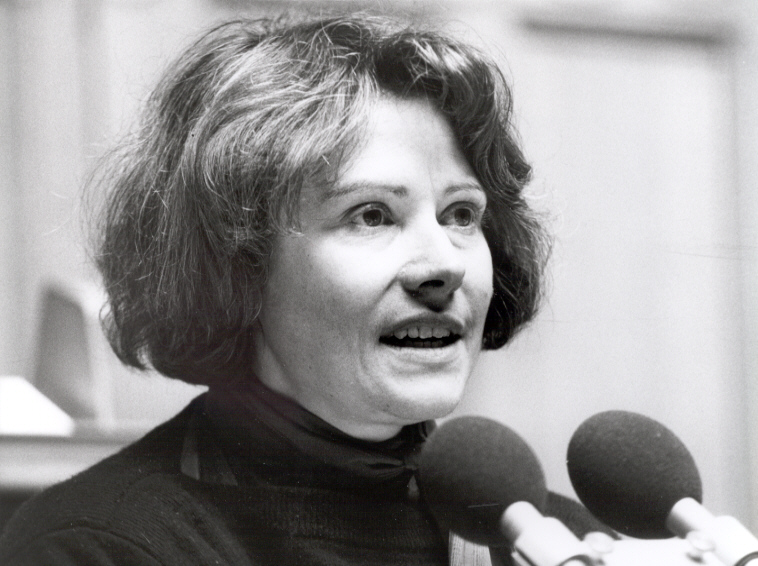
Lili Nabholz (1987)

Lili Nabholz (* 31. Dezember 1944 in Solothurn) ist eine ehemalige Schweizer Politikerin. Sie wurde als älteste von drei Töchtern von Hans Haidegger und Lily Haidegger-Zurmühle geboren. Zusammen mit Judith Stamm und Josi Meier zählte sie zu den Vorreiterinnen der bürgerlichen Frauenpolitik in der Schweiz. Sie war nach ihrem Studium der Rechtswissenschaft, das sie mit der Promotion abschloss, u. a. als juristische Beraterin bei einer Frauenorganisation tätig. Von 1987 bis 2003 war sie Mitglied des Nationalrats für die FDP des Kantons Zürich. Von 1992 bis 2010 war sie als Ombudsfrau der Privatversicherung und der Suva tätig, daneben auch als Rechtsanwältin.
1981 erhielt sie den Ida-Somazzi-Preis; 1997 wurde Lili Nabholz mit dem Fischhof-Preis ausgezeichnet. Letzterer wird vergeben von der Stiftung gegen Rassismus und Antisemitismus (GRA) und der Gesellschaft Minderheiten in der Schweiz (GMS).